# Gastrocymba
Gastrocymba is een monotypisch geslacht van straalvinnige vissen uit de familie van de schildvissen (Gobiesocidae).

## Soort
- Gastrocymba quadriradiata (Rendahl, 1926)